# ユーディト・アルント
ユーディト・アルント（Judith Arndt、1976年7月23日- ）は、ドイツ、ケーニヒス・ヴシュターハウゼン出身の女子自転車競技選手。

## 来歴
世界自転車選手権ではロードレースとトラックレースの両方で世界一を経験。これ以外にも、数多の実績を誇る名選手であるが、オリンピックについては過去2回、苦い思いを経験している。
2000年シドニーオリンピック、ロードレースの個人タイムトライアル（ITT）及びトラックレースの個人追い抜き並びにポイントレースに出場。しかし、いずれの種目も優勝候補に挙げられながら、ITTでは7位、個人追い抜きでは予選敗退、ポイントでは5位と、メダル獲得すらならなかった。
2004年アテネオリンピック。個人ロードレースと個人タイムトライアルに出場。個人ロードでは、優勝することになるセーラ・キャリガン、オエノーネ・ウッドのオーストラリア勢をただ一人最終周回で猛追。最後まで力強い走りを見せ、銀メダルを獲得したが、ゴール通過後、中指を立てるという、挑発的なポーズを見せて後に物議を醸した。一方、その後行われた個人タイムトライアルでは11位に終わった。
アテネオリンピックについてはレース前からドイツ自転車連盟と確執状態が続いていた。その理由は、ルームメイトである、ペトラ・ロスナーを代表から外したことに起因している。中指を立てるというポーズを見せたのも、ドイツ車連に対しての抗議だったと見られている。その後、アルントはこの件に関してドイツ車連に謝罪。その後行われた同年の世界選手権では、ITTでは2位、そして個人ロードでは優勝を果たすことになった。
現在も世界第一線級のロードレース選手として活躍を続けており、2008年のUCI女子ロードワールドカップにおいて、初の総合優勝。2011年にはロードレース世界選手権の個人タイムトライアルを制した。

## 主な実績
1996年
- アトランタ五輪・個人追い抜き 3位
- ドイツ選手権
  - 個人追い抜き優勝
  - ポイントレース優勝

1997年
- トラック世界選手権・個人追い抜き 優勝
- 世界選手権・個人ロード 3位

1998年
- トラック世界選手権・個人追い抜き 3位

1999年
- トラック世界選手権
  - 個人追い抜き2位
  - ポイントレース2位
- ドイツ選手権・個人ロードレース 優勝

2000年
- トラック世界選手権
  - 個人追い抜き2位
  - ポイントレース2位
- ドイツ選手権・個人追い抜き及びポイントレース 優勝

2001年
- ドイツ選手権・個人タイムトライアル(ITT) 優勝

2002年
- ドイツ選手権・個人ロードレース 優勝
- ウーマンズ・チャレンジ 総合優勝
- レッドランズ・バイシクル・クラシック 総合優勝

2003年
- 世界選手権・ITT 2位
- ドイツ選手権・個人タイムトライアル(ITT) 優勝

2004年
- 世界選手権
  -  個人ロードレース 優勝
  - ITT 2位
- アテネオリンピック・個人ロードレース 2位
- ドイツ選手権・個人タイムトライアル(ITT) 優勝
- ル・ツール・デュ・モンレアル 総合優勝

2005年
- ドイツ選手権・個人タイムトライアル(ITT) 優勝
- Gracia - Orlova 総合優勝
- ブエルタ・ア・カスティーリャ・イ・レオン 総合優勝

2006年
- Gracia - Orlova 総合優勝

2007年
- Gracia - Orlova 総合優勝
- ツアー・オブ・ニュージーランド 総合優勝
- テュリンゲン・ルントファールト 総合優勝

2008年
- UCI女子ロードワールドカップ 総合優勝
- 世界選手権
  - 個人ロードレース 3位
  - ITT 3位
- ツール・ド・ロード 総合優勝
- ル・ツール・デュ・モンレアル 総合優勝
- テュリンゲン・ルントファールト 総合優勝
- ジロ・デッラ・トスカーナ 総合優勝

2009年
- エマクメーン・ビラ 総合優勝

2010年
- 世界選手権 ITT 2位
- ドイツ選手権・個人タイムトライアル(ITT) 優勝

2011年
- ツアー・オブ・ニュージーランド 総合優勝
- ジロ・デル・トレンティーノ 総合優勝
- オープン・ド・スエド・ヴォルゴルダ チームタイムトライアル 優勝（+ エレオノラ・ファン・ダイク、シャルロッテ・ベッカー、アンバー・ネーベン）
- ドイツ選手権・個人タイムトライアル(ITT) 優勝
- 世界選手権 ITT 優勝

2012年
- ドイツ選手権
  - 個人ロード 優勝
  - ITT 優勝
- ロンドンオリンピック
  -  ITT 2位
  - 団体追抜 8位
- ロードレース世界選手権
  -  個人タイムトライアル 優勝
  - チームタイムトライアル 2位
  - 個人ロード 8位

## 私生活
1996年からパートナーである自転車競技選手のペトラ・ロスナーとライプツィヒで暮らしていた。二人は2005年、翌年シカゴで開催されたゲイゲームズのアンバサダーとなった。その後、元自転車競技選手で弁護士のアンナ・ウィルソン（Anna Millward）との交際が始まり、2012年にメルボルンに移住した。